# 3FM Talent
3FM Talent (eerder 3FM Serious Talent) is een titel die door de Nederlandse radiozender 3FM wordt gegeven aan Nederlandse artiesten of bands die volgens 3FM talentvol zijn. Iedere twee maanden worden zo'n vier artiesten of bands uitgeroepen tot 3FM Talent.
Een 3FM Talent geeft na het verkrijgen van de titel een liveoptreden van twee nummers in de Starsound Studio te Utrecht. Dit optreden wordt opgenomen en de band wordt door een 3FM-dj geïnterviewd. Tevens krijgt de artiest of band airplay op 3FM en optredens op enkele landelijke evenementen, zoals de Zwarte Cross, Noorderslag en 3FM Serious Request.

## 3FM Talent Award
Vooraf aan de 3FM Awards wordt ieder jaar de 3FM Talent Award uitgereikt aan een van de artiesten of bands die tijdens het voorgaande jaar tot 3FM Talent werden uitgeroepen. Deze titel werd onder meer gewonnen door Naaz, Lucas Hamming, Caro Emerald en Jonna Fraser. In het jaar 2013 werd deze prijs gewonnen door Kensington.

## Ontvangers
Enkele artiesten en bands die door 3FM werden uitgeroepen tot 3FM (Serious) Talent zijn:
- Adriaan Persons
- Amber Gomaa
- Amy Root
- Anna-Rose Clayton
- Antoon
- Banji
- Baskerville
- Bertolf Lentink
- Blanks
- Blupaint
- Boris Smith
- Caro Emerald
- Chagall
- Chef'Special
- Claude
- Cut_
- De Likt
- Day Fly
- Ed Struijlaart
- Elephant
- Elske DeWall
- EUT
- Feng Suave
- Froukje
- Gerhardt
- GIAN
- Goldband
- Goldkimono
- The Great Communicators
- Haevn
- Handsome Poets
- The Hype
- Jacin Trill
- Jason Waterfalls
- Jett Rebel
- Jonna Fraser
- Joya Mooi
- Kensington
- Kovacs
- Krystl
- KUZKO
- LAKSHMI
- Lenny Monsou
- Linde Schöne
- LO-FI LE-VI
- Lorem Ipsum
- Lov3less
- MakeBelieve
- MAXINE
- Max Meser
- MEAU
- Merol
- Naaz
- néomí
- Nick Klyne
- Nona
- The Overslept
- Personal Trainer
- Pip Blom
- Prins S. en De Geit
- Queen's Pleasure
- Remme
- Rimon
- Ronnie Flex
- Roxy Dekker
- S10
- SABRI
- San Holo
- Secret Rendezvous
- Snelle
- Someone
- Son Mieux
- Stud Muffins
- Tape Toy
- Tim Dawn
- Valerius
- Van Common
- The Vices
- Waltzburg
- WIES
- Wodan Boys
- Yori Swart